# 千島徹
千島 徹（ちしま とおる、1981年5月11日 - ）は、埼玉県川越市出身の元サッカー選手。ポジションはミッドフィールダー。

## 来歴
浦和レッズのユース出身。トップ昇格後、2003年のナビスコカップ、対FC東京戦にてプロ初得点を挙げた。これは浦和レッズのユース出身選手としてのプロ初得点でもあった。2005年以降は浦和で出場機会がなく、2006年シーズン途中に愛媛FCに完全移籍。
2007年5月に左膝前十字靭帯に重傷を負い戦列を離脱。2008年の終盤に復帰した。
2009年11月16日、2009年シーズン限りで現役引退すると発表した。
2011年1月2日、埼玉県社会人サッカーリーグ1部、狭山ラトルズSCで現役復帰するも、2012年3月26日に勤務先であるサッカースクールの指導との両立が困難な為、退団した。
その後、2015年に千島の故郷である川越市で設立されたNPO法人、川越FUTUREで代表を務め、サッカースクールを実施しながら2019年途中からトップチームの選手兼任監督となり、同クラブを川越市1部リーグから埼玉県3部リーグへと昇格させた。2020年はトップチームの指揮を浦和レッズの先輩にあたる広瀬治に委ね、自らはNPO代表とトップチーム選手となった。

## 人物
- 画やイラストを描く趣味を持っており、サッカー雑誌でたびたびコラムとともに紹介された。また、三線も趣味として嗜んでいることも紹介された。
- 過去に幾多の奇抜な髪型で登場したり、かつて浦和が襟付きのユニフォームを採用していた際、その襟を立てて自己主張していたこともあった。
- 引退を発表した直後の愛媛FCホーム最終戦では、「ファンへの最後の顔向けを」として監督からベンチ入りを打診されたが、「戦術を優先してほしい」としてこれを断った。

## 所属クラブ
- 川越ひまわりSC
- 浦和レッドダイヤモンズユース（埼玉県立新座北高校）
- 2000年 - 2006年 浦和レッドダイヤモンズ
- 2006年 - 2009年 愛媛FC
- 2011年 - 2012年3月 狭山ラトルズSC
- 2019年 - 川越FUTURE

## 個人成績
| 国内大会個人成績 | 国内大会個人成績 | 国内大会個人成績 | 国内大会個人成績 | 国内大会個人成績 | 国内大会個人成績 | 国内大会個人成績 | 国内大会個人成績 | 国内大会個人成績 | 国内大会個人成績 | 国内大会個人成績 | 国内大会個人成績 |
| 年度             | クラブ           | 背番号           | リーグ           | リーグ戦         | リーグ戦         | リーグ杯         | リーグ杯         | オープン杯       | オープン杯       | 期間通算         | 期間通算         |
| 年度             | クラブ           | 背番号           | リーグ           | 出場             | 得点             | 出場             | 得点             | 出場             | 得点             | 出場             | 得点             |
| 日本             | 日本             | 日本             | 日本             | リーグ戦         | リーグ戦         | リーグ杯         | リーグ杯         | 天皇杯           | 天皇杯           | 期間通算         | 期間通算         |
| ---------------- | ---------------- | ---------------- | ---------------- | ---------------- | ---------------- | ---------------- | ---------------- | ---------------- | ---------------- | ---------------- | ---------------- |
| 2000             | 浦和             | 30               | J2               | 0                | 0                | 1                | 0                | 1                | 0                | 2                | 0                |
| 2001             | 浦和             | 23               | J1               | 0                | 0                | 0                | 0                | 0                | 0                | 0                | 0                |
| 2002             | 浦和             | 23               | J1               | 2                | 0                | 1                | 0                | 0                | 0                | 3                | 0                |
| 2003             | 浦和             | 15               | J1               | 8                | 0                | 2                | 1                | 1                | 0                | 11               | 1                |
| 2004             | 浦和             | 15               | J1               | 1                | 0                | 4                | 0                | 0                | 0                | 5                | 0                |
| 2005             | 浦和             | 15               | J1               | 0                | 0                | 0                | 0                | 0                | 0                | 0                | 0                |
| 2006             | 浦和             | 15               | J1               | 0                | 0                | 0                | 0                | -                | -                | 0                | 0                |
| 2006             | 愛媛             | 32               | J2               | 18               | 1                | -                | -                | 2                | 0                | 20               | 1                |
| 2007             | 愛媛             | 7                | J2               | 8                | 0                | -                | -                | 0                | 0                | 8                | 0                |
| 2008             | 愛媛             | 7                | J2               | 2                | 0                | -                | -                | 0                | 0                | 2                | 0                |
| 2009             | 愛媛             | 7                | J2               | 15               | 1                | -                | -                | 0                | 0                | 15               | 1                |
| 2011             | 狭山             | 7                | 埼玉県1部        | 0                | 0                | -                | -                | -                | -                | 0                | 0                |
| 2012             | 狭山             | 7                | 埼玉県1部        | 0                | 0                | -                | -                | -                | -                | 0                | 0                |
| 通算             | 日本             | 日本             | J1               | 11               | 0                | 7                | 1                | 1                | 0                | 19               | 1                |
| 通算             | 日本             | 日本             | J2               | 43               | 2                | 1                | 0                | 3                | 0                | 47               | 2                |
| 通算             | 日本             | 日本             | 埼玉県1部        | 0                | 0                | -                | -                | -                | -                | 0                | 0                |
| 総通算           | 総通算           | 総通算           | 総通算           | 54               | 2                | 8                | 1                | 4                | 0                | 66               | 3                |

- プロ初得点 - 2003年8月13日 ナビスコカップ準々決勝 vsFC東京（駒場）
- Jリーグ初出場 - 2002年9月14日 J1リーグ 2ndステージ第3節　vsジュビロ磐田
- Jリーグ初得点 - 2006年10月21日 J2リーグ 第46節 vsザスパ草津

## 代表歴
- 2002年 U-21日本代表